# GSM Association
Die GSM Association (GSMA) wurde im Jahre 1987 als die weltweite Industrievereinigung der GSM-Mobilfunkanbieter gegründet. Sie ging ursprünglich 1982 als Groupe Speciale Mobile (GSM) aus der CEPT hervor, um eine „paneuropäische Mobilfunktechnologie“ zu gestalten. Heute vertritt sie mehr als 800 Mobilfunkanbieter, zusätzlich sind mehr als 200 Hersteller von Netzwerkinfrastruktur und Mobiltelefonen Mitglied.
Eine zentrale Rolle spielt die Vereinigung bei der Vertretung von Mobilfunkbetreiberinteressen und bei der Erarbeitung von netzwerkübergreifenden Standards wie zum Beispiel des Roamings in die Netze eines anderen Mobilfunkbetreibers oder der Verwendung der SIM-Karte. Zudem versteht sich die GSMA als eine Plattform, die die Weiterentwicklung des Mobilfunks voranbringt. So spezifiziert sie zum Beispiel den Instant Messenger Rich Communication Services (RCS), der weltweit funktionieren soll und ein Konkurrent für das weit verbreitete iMessage, WhatsApp und ähnliche Dienste werden soll.
Die Vereinigung wurde bis 2015 von Anne Bouverot geleitet, aktuell von Mats Granryd (Director General) und José María Álvarez-Pallete López (Chairman). Sie hat ihre Hauptniederlassung in London, aus rechtlicher Sicht ist sie jedoch ein nicht gewinnorientierter Verein in der Schweiz mit Sitz in Zürich.
Die Mitgliedschaft ist exklusiv für Telekommunikationsbetreiber möglich und beträgt umsatzabhängig zwischen 14.306 und 136.460 USD jährlich.